# Castillo de la Guignardière
El castillo de la Guignardière está situado en Avrillé en el departamento de Vendée (Francia).

## Historia
Fue construido hacia 1555 en Avrillé por Jean Girard, arquitecto de Enrique II. El arquitecto concibió un plan grandioso, riguroso, severo, abandonando el vocabulario tradicional del Renacimiento y anunciando ya la belleza del clasicismo.
En 1563, su propietario fue asesinado y la enorme cantera fue abandonada. Los maestros pedreros se dispersaron por la región, influyendo en construcciones durante varias décadas.
En el siglo XVIII se cavó y enlosó el gran estanque. El conde Sylvestre du Chaffault participó en la reconstrucción del castillo. Las ventanas adornadas con pilastras y capiteles jónicos y rematado por un frontal adornado con su escudo de armas datan de esta época. Pero el conde, monárquico, después de la detención de Luis XVI tuvo que emigrar. A su regreso del exilio, los republicanos saquearon el castillo, su escudo de armas y fusilaron a sus niños.
Su sucesor Henri Luce de Tremont soñaba también con acabar el castillo pero se contentó con desplazar la escalinata, hacia el centro de la vivienda sobre la fachada.
Está abierto a las visitas de abril a septiembre.
El castillo es hoy sede de numerosas animaciones, donde se encuentra el trayecto de juegos-enigmas " El castillo de los aventureros ".